# ポルト・アレグレFC
ポルト・アレグレFC（ポルトガル語: Porto Alegre Futebol Clube）は、ブラジル・ポルト・アレグレを本拠地とするサッカークラブ。会長はロベルト・デ・アシス・モレイラ。

## 歴史

### ラミ
2003年6月10日にラミFCとして設立。同年にカンピオナート・ガウショ3部を制した。

### ポルト・アレグレ
2006年にアシスによって買収され改名。

## クラブカラー
同州の強豪クラブであるグレミオFBPAやSCインテルナシオナル、そしてスペインのバルセロナFCに影響を受けてクラブカラーが制定された。ホームユニフォームは赤と白の縦縞で腕は青色のユニフォーム、パンツは青色で靴下は赤色である。アウェイユニフォームはバルセロナのホームユニフォームに似せている。サードユニフォームは黒地に3色の線が入っており、白いパンツに灰色の靴下である。

## パートナーシップ
2010年にCRフラメンゴと提携を結んだ。

## タイトル
- カンピオナート・ガウショ・ディヴィソン・デ・アセッソ: 2009
- カンピオナート・ガウショ・セグンダ・ディヴィソン: 2003

## 歴代所属選手
- アウミール・デ・ソウザ・フラガ 2006-08
- ジウトン・ヒベイロ 2008
- ホージェル・ホベルト・ドス・サントス 2008
- チアゴ・プラド・ノゲイラ 2009
- ヘネス・マルセロ・レモス 2010